# Sbohem Berthe
Sbohem Berthe (v originále Adieu Berthe, l'enterrement de Mémé) je francouzský hraný film z roku 2012, který režíroval Bruno Podalydès. Snímek měl světovou premiéru na filmovém festivalu v Cannes dne 20. května 2012.

## Děj
Mémé právě zemřel. Armand Lebrecq chtěl být původně kouzelníkem. Pracuje ale jako lékárník v Chatou v departementu Yvelines a musí teď vyjít mezi otcem trpícím Alzheimerovou chorobou, manželkou Hélène, která ho už nechce opustit, milenkou Alix, která se stává dotěrnou. Nemluvě o tom, že Armand musí zajistit kouzelnický trik na narozeniny své dcery Julie.

## Obsazení
| Denis Podalydès      | Armand Lebrecq                                           |
| Valérie Lemercierová | Alix, Armandova milenka                                  |
| Isabelle Candelier   | Hélène, Armandova žena                                   |
| Catherine Hiegel     | Suzanne, Armandova tchyně                                |
| Pierre Arditi        | Armandův otec                                            |
| Benoît Hamon         | Vincent, Armandův syn                                    |
| Michel Vuillermoz    | Charles Rovier-Boubet, ředitel pohřební služby Définitif |
| Jean-Noël Brouté     | zaměstnanec pohřební služby Définitif                    |
| Bruno Podalydès      | Yvon Grinda, ředitel pohřební služby Obsé-cool           |
| Samir Guesmi         | Haroun, zaměstnanec pohřební služby Obsé-cool            |
| Noémie Lvovsky       | plačka na hřbitově                                       |
| Michel Robin         | Salvini, důchodce v penzionu                             |
| Judith Magre         | paní de Tandévou, důchodkyně v penzionu                  |
| Emeline Bayart       | ošetřovatelka v penzionu                                 |
| Vimala Pons          | Berthe Lebrecq                                           |
| Lola Arnaud-Lefebvre | Julie, dcera Alix                                        |
| Marta Rossi          | Olga, pracovnice v lékárně                               |
| Pierre Diot          | zákazník v lékárně                                       |

## Ocenění
- César: nominace na nejlepší původní scénář (Bruno Podalydès a Denis Podalydès)